# Schlacht von Tangyin
Die Schlacht von Tangyin war eine Schlacht im Krieg der Acht Prinzen zwischen Sima Yue und Sima Ying.

## Hintergrund
Im Krieg der Acht Prinzen unterstützte Sima Ying die beiden Prinzen Sima Yong und Sima Ai in ihrer Rebellion gegen den kaiserlichen Regenten Sima Jiong. Sima Ai schlug Sima Jiongs Armee im Jahr 302, tötete ihn und konnte so selbst Regent für den Kaiser werden. Da Sima Yong allerdings mit Sima Ais gewonnener Machtposition nicht zufrieden war und sich für sich selbst mehr von der Rebellion erhofft hatte, stiftete er Sima Ying an, mit ihm gegen Sima Ai zu kämpfen. Ein Versuch, das Kaiserreich diplomatisch zwischen den beiden aufzuteilen scheiterte an Sima Ais Ablehnung. Während der Kämpfe wurde er von Soldaten und Offizieren seiner Armee verraten und an den feindlichen General Zhang Fang ausgeliefert. Dieser ließ Sima Ai lebendig verbrennen. Nach dem Sieg über Sima Ai fiel die Macht zunächst an Sima Ying, da dieser über eine größere Armee verfügte und als Bruder des Kaisers auch mehr Legitimität besaß als Sima Yong. Doch Sima Ying gelang es letztendlich nicht, das Reich dauerhaft zu stabilisieren. Es kam zu einer Reihe von Revolten von Statthaltern und nicht-chinesischen Gruppen. 304 rebellierte Sima Yue gegen Sima Ying, um ihn wieder aus seiner Position als Regent zu entfernen. 

## Die Schlacht
Sima Yue hob eine Armee aus und sammelte seine Truppen bei Anyang südlich von Ye. Dort attackierte ihn am 9. September 304 Sima Ying und schlug Sima Yue entscheidend.